# Emmanuel Barbier
El Abad Emmanuel Barbier (1851 - 1925) era un religioso jesuita francés autor de libros de doctrina y personaje del antiliberalismo y del antimasonismo católico, lo que no impidió que algunos de sus escritos fueran puestos en el Index Librorum Prohibitorum:Índice de Libros Prohibidos de la Iglesia católica. 

## Obras
- Rome et l'Action libérale populaire, Histoire et documents, J. VICTORION, 1906.
- Histoire du catholicisme libéral et du catholicisme social en France : du Concile du Vatican à l'avènement de S.S. Benoît XV : 1870-1914 (1923-1924)
- L'Éducation de la pureté (1921)
- Histoire populaire de l'Église (1921-1922)
- Cours populaire de catéchisme (1919)
- Infiltrations maçonniques dans l'Église, Desclée de Brouwer et Cie éditeurs, 1910, préfaces de Victor-Omésime-Quirin Laurans, François-Virgile Dubillard, Jean-Arthur Chollet et Henri-Louis-Prosper Bougoüin.
- Cas de Conscience. — Les Catholiques français et la République, P. LETHIELLEUX
- Les Démocrates chrétiens et le Modernisme, P.LETHIELLEUX, Paris
- Le Devoir politique des Catholiques, JOUVE, Paris
- Les Idées du Sillon. — Examen critique, P. LETHIELLEUX, Paris
- Les Erreurs du Sillon. — Erreurs de doctrine, Erreurs sociales. Erreurs de polémique et de conduite, P. LETHIELLEUX, Paris
- La Décadence du Sillon, Histoire documentaire, P. LETHIELLEUX, Paris
- Les Origines du Christianisme. — Apologie méthodique, extraite des oeuvres de Mgr Freppel, RETAUX
- Mon Crime. — Allocutions de Collège (1896-1901), POUSSIELGUE,
- La Discipline dans les Écoles libres, (manuel d'éducation), POUSSIELGUE
- Les Récits de l'Évangile divisés et coordonnés, pour apprendre, méditer, prêcher, (Texte latin), OUDIN, Poitiers.